# Natação nos Jogos Olímpicos de Verão de 2020 - 200 m borboleta masculino
A competição dos 200 m borboleta masculino da natação nos Jogos Olímpicos de Verão de 2020 foi disputada entre 26 e 28 de julho de 2021 no Centro Aquático, em Tóquio. Um total de 38 nadadores de 30 Comitês Olímpicos Nacionais (CON) participaram do evento.

## Qualificação
O tempo de qualificação olímpica ao evento foi de 1min56s48. Até dois nadadores por Comitê Olímpico Nacional (CON) poderiam se qualificar automaticamente nadando naquele tempo em um evento de qualificação aprovado. Por sua vez, o tempo de seleção olímpica foi de 1min59s97. Até um nadador por CON estaria elegível para a qualificação com esse tempo com sua entrada classificada em um ranking até que o número de participantes fosse atingido. CONs sem um nadador qualificado em qualquer evento poderiam obter seus lugares através das vagas de universalidade.

## Formato
A competição consiste em três rodadas: preliminares, semifinais e final. Os nadadores com os 16 melhores tempos nas baterias preliminares avançam as semifinais. Já os nadadores com os 8 melhores tempos nas semifinais avançam a final. Desempates (swim-offs) são utilizados conforme necessário para quebrar os empates de avanço a próxima rodada.

## Calendário
Horário local (UTC+9)
| Data                | Horário | Fase         |
| ------------------- | ------- | ------------ |
| 26 de julho de 2021 | 19:15   | Preliminares |
| 27 de julho de 2021 | 10:35   | Semifinais   |
| 28 de julho de 2021 | 10:50   | Final        |

## Medalhistas
| Ouro   | HUN Kristóf Milák     |
| Prata  | JPN Tomoru Honda      |
| Bronze | ITA Federico Burdisso |

## Recordes
Antes desta competição, os recordes mundiais e olímpicos da prova eram os seguintes:
| Tipo | Atleta         | Tempo   | Local   | Data                 |
| ---- | -------------- | ------- | ------- | -------------------- |
|      | Kristóf Milák  | 1:50.73 | Gwangju | 24 de julho de 2019  |
|      | Michael Phelps | 1:52.03 | Pequim  | 13 de agosto de 2008 |

Os seguintes recordes mundiais e/ou olímpicos foram estabelecidos durante esta competição:
| Data                | Evento | Atleta            | Tempo   | Notas            |
| ------------------- | ------ | ----------------- | ------- | ---------------- |
| 28 de julho de 2021 | Final  | HUN Kristóf Milák | 1:51.25 | Recorde olímpico |

## Resultados

### Preliminares
Os nadadores com as 16 primeiras colocações, independente da bateria, avançam as semifinais.
| Pos. | Bateria | Raia | Nadador               | CON                | Tempo   | Notas            |
| ---- | ------- | ---- | --------------------- | ------------------ | ------- | ---------------- |
| 1    | 5       | 4    | Kristóf Milák         | HUN Hungria        | 1:53.58 | Q                |
| 2    | 4       | 3    | Wang Kuan-hung        | TPE Taipé Chinês   | 1:54.44 | Q,               |
| 3    | 5       | 7    | Leonardo de Deus      | BRA Brasil         | 1:54.83 | Q                |
| 4    | 4       | 6    | Zach Harting          | USA Estados Unidos | 1:54.92 | Q                |
| 5    | 3       | 6    | Noè Ponti             | SUI Suíça          | 1:55.05 | Q,               |
| 6    | 5       | 3    | Tomoru Honda          | JPN Japão          | 1:55.10 | Q                |
| 7    | 4       | 5    | Federico Burdisso     | ITA Itália         | 1:55.14 | Q                |
| 8    | 3       | 4    | Tamás Kenderesi       | HUN Hungria        | 1:55.18 | Q                |
| 9    | 4       | 4    | Daiya Seto            | JPN Japão          | 1:55.26 | Q                |
| 10   | 3       | 1    | Giacomo Carini        | ITA Itália         | 1:55.33 | Q                |
| 11   | 3       | 2    | Gunnar Bentz          | USA Estados Unidos | 1:55.46 | Q                |
| 12   | 4       | 7    | Aleksandr Kudashev    | ROC                | 1:55.54 | Q                |
| 13   | 5       | 1    | Krzysztof Chmielewski | POL Polônia        | 1:55.77 | Q                |
| 14   | 4       | 1    | Louis Croenen         | BEL Bélgica        | 1:55.78 | Q                |
| 15   | 3       | 7    | Léon Marchand         | FRA França         | 1:55.85 | Q                |
| 16   | 5       | 5    | Chad le Clos          | RSA África do Sul  | 1:55.96 | Q                |
| 17   | 5       | 6    | David Thomasberger    | GER Alemanha       | 1:56.04 |                  |
| 18   | 5       | 2    | Matthew Temple        | AUS Austrália      | 1:56.25 |                  |
| 19   | 2       | 1    | Tomoe Zenimoto Hvas   | NOR Noruega        | 1:56.30 | Recorde nacional |
| 20   | 3       | 5    | Antani Ivanov         | BUL Bulgária       | 1:56.36 |                  |
| 21   | 3       | 3    | Denys Kesyl           | UKR Ucrânia        | 1:56.37 |                  |
| 22   | 2       | 6    | Quah Zheng Wen        | SGP Singapura      | 1:56.42 |                  |
| 23   | 2       | 3    | Brendan Hyland        | IRL Irlanda        | 1:57.09 |                  |
| 24   | 2       | 4    | Sajan Prakash         | IND Índia          | 1:57.22 |                  |
| 25   | 2       | 2    | Kregor Zirk           | EST Estônia        | 1:57.26 |                  |
| 26   | 2       | 7    | Alexei Sancov         | MDA Moldávia       | 1:57.55 | Recorde nacional |
| 27   | 3       | 8    | Jakub Majerski        | POL Polônia        | 1:57.91 |                  |
| 28   | 4       | 8    | Moon Seung-woo        | KOR Coreia do Sul  | 1:58.09 |                  |
| 29   | 2       | 5    | Ihor Troianovskyi     | UKR Ucrânia        | 1:58.37 |                  |
| 30   | 5       | 8    | Ethan du Preez        | RSA África do Sul  | 1:58.50 |                  |
| 31   | 2       | 8    | Luis Vega Torres      | CUB Cuba           | 1:59.00 |                  |
| 32   | 1       | 6    | Ayman Kelzi           | SYR Síria          | 1:59.57 | Recorde nacional |
| 33   | 1       | 2    | Matin Balsini         | IRI Irã            | 1:59.97 | Recorde nacional |
| 34   | 1       | 3    | Keanan Dols           | JAM Jamaica        | 2:00.25 |                  |
| 35   | 4       | 2    | David Morgan          | AUS Austrália      | 2:00.27 |                  |
| 36   | 1       | 5    | Navaphat Wongcharoen  | THA Tailândia      | 2:01.43 |                  |
| 37   | 1       | 4    | Richard Nagy          | SVK Eslováquia     | 2:01.91 |                  |
| 38   | 1       | 7    | Simon Bachmann        | SEY Seicheles      | 2:03.54 |                  |

### Semifinais
Os nadadores com as 8 primeiras colocações, independente da bateria, avançam a final.
| Pos. | Bateria | Raia | Nadador               | CON                | Tempo   | Notas |
| ---- | ------- | ---- | --------------------- | ------------------ | ------- | ----- |
| 1    | 2       | 4    | Kristóf Milák         | HUN Hungria        | 1:52.22 | Q     |
| 2    | 2       | 5    | Leonardo de Deus      | BRA Brasil         | 1:54.97 | Q     |
| 3    | 1       | 8    | Chad le Clos          | RSA África do Sul  | 1:55.06 | Q     |
| 4    | 2       | 6    | Federico Burdisso     | ITA Itália         | 1:55.11 | Q     |
| 5    | 1       | 6    | Tamás Kenderesi       | HUN Hungria        | 1:55.17 | Q     |
| 6    | 2       | 7    | Gunnar Bentz          | USA Estados Unidos | 1:55.28 | Q     |
| 7    | 2       | 1    | Krzysztof Chmielewski | POL Polônia        | 1:55.29 | Q     |
| 8    | 1       | 3    | Tomoru Honda          | JPN Japão          | 1:55.31 | Q     |
| 9    | 1       | 5    | Zach Harting          | USA Estados Unidos | 1:55.35 |       |
| 10   | 2       | 3    | Noè Ponti             | SUI Suíça          | 1:55.37 |       |
| 11   | 2       | 2    | Daiya Seto            | JPN Japão          | 1:55.50 |       |
| 12   | 1       | 7    | Aleksandr Kudashev    | ROC                | 1:55.51 |       |
| 13   | 1       | 4    | Wang Kuan-hung        | TPE Taipé Chinês   | 1:55.52 |       |
| 14   | 2       | 8    | Léon Marchand         | FRA França         | 1:55.68 |       |
| 15   | 1       | 2    | Giacomo Carini        | ITA Itália         | 1:55.95 |       |
| 16   | 1       | 1    | Louis Croenen         | BEL Bélgica        | 1:56.67 |       |

### Final
Os três nadadores mais rápidos na final conquistaram as medalhas.
| Pos. | Raia | Nadador               | CON                | Tempo   | Notas            |
| ---- | ---- | --------------------- | ------------------ | ------- | ---------------- |
| 01 ! | 4    | Kristóf Milák         | HUN Hungria        | 1:51.25 | Recorde olímpico |
| 02 ! | 8    | Tomoru Honda          | JPN Japão          | 1:53.73 |                  |
| 03 ! | 6    | Federico Burdisso     | ITA Itália         | 1:54.45 |                  |
| 4    | 2    | Tamás Kenderesi       | HUN Hungria        | 1:54.52 |                  |
| 5    | 3    | Chad le Clos          | RSA África do Sul  | 1:54.93 |                  |
| 6    | 5    | Leonardo de Deus      | BRA Brasil         | 1:55.19 |                  |
| 7    | 7    | Gunnar Bentz          | USA Estados Unidos | 1:55.46 |                  |
| 8    | 1    | Krzysztof Chmielewski | POL Polônia        | 1:55.88 |                  |

Legenda
| Recorde mundial      | Recorde mundial (World record)               |                       | Recorde africano                      | Recorde africano (African) |                                           | Q | Classificado por posição (Qualified) |
| Recorde olímpico     | Recorde olímpico (Olympic record)            | Recorde da América    | Recorde da América (Americas)         | q                          | Classificado por melhor tempo (Qualified) |   |                                      |
| Melhor marca do ano  | Melhor marca do ano (World leading)          | Recorde asiático      | Recorde asiático (Asian)              | DNS                        | Não largou (Did not start)                |   |                                      |
| Recorde nacional     | Recorde nacional (National record)           | Recorde europeu       | Recorde europeu (European)            | DNF                        | Não terminou (Did not finish)             |   |                                      |
| Recorde pessoal      | Recorde pessoal do atleta (Personal best)    | Recorde da Oceania    | Recorde da Oceania (Oceania)          | DSQ / DQ                   | Desclassificado (Disqualified)            |   |                                      |
| Recorde da temporada | Recorde da temporada do atleta (Season best) | Recorde sul-americano | Recorde sul-americano (South America) | NM                         | Sem marca (No mark)                       |   |                                      |